# Hans Shimoda
Hans Åke Mitsuo Shimoda, född 27 november 1963 i Råsunda församling i Solna, är en svensk journalist.
1990 började han arbeta för tidningen Hänt Extra vilken han var kvar till 2016 då han började som frilansare och har skrivit artiklar för bland annat Aftonbladet och Hänt. Gert Fylking har i sin podd, Gerts värld beskrivit honom som "älskad och hatad skvallerpressjournalist".
Han är gift sedan 2014 med Anna Shimoda.